# جرج تاون (کالیفرنیا)
جرج تاون (به انگلیسی: Georgetown) یک منطقهٔ مسکونی در ایالات متحده آمریکا است که در شهرستان ال دورادو، کالیفرنیا واقع شده‌است. جرج تاون ۳۹٫۱۹۳ کیلومتر مربع مساحت و ۳۰۰ نفر جمعیت دارد و ۸۰۹ متر بالاتر از سطح دریا واقع شده‌است.